# Николаевка (Верхнехавский район)
Николаевка — посёлок Верхнехавского района Воронежской области.
Входит в состав Верхнемазовского сельского поселения.

## География

### Улицы
- ул. Садовая.

## Население
| 2000 | 2005 | 2010 |
| ---- | ---- | ---- |
| 23   | ↘18  | ↘11  |